# Gitón
Originariamente, se llamaba gitón a un extranjero desarrapado y sin oficio que deambulaba de un lugar a otro. Por extensión, se llamaron así a ciertas monedas de cobre que no tenían en sí ningún valor y tan solo servían para calcular haciendo de ellas unidad, decena, centena, etc. 
Tomaban el valor del lugar y número en que se colocan y van pasando de uno a otro. Los gitones se usaban regularmente en el bureo del Rey.